# WxWidgets
wxWidgets (tidigare wxWindows) är ett programbibliotek för implementering av multiplattformsprogram med grafiskt användargränssnitt för programspråket C++. Programmet stöder bland annat plattformarna Microsoft Windows, Mac OS och Unix. Flera varianter av wxWidgets som stöder andra språk än C++ finns, till exempel wxPython för Python.

## Licens
wxWidgets distribueras under en licens som liknar GNU Lesser General Public License, med ett undantag om att verk i binär form kan distribueras på användarens egna villkor.